# Niafunké
Niafunké är en kretshuvudort i Mali.   Den ligger i regionen Timbuktu, i den centrala delen av landet, 600 km nordost om huvudstaden Bamako. Niafunké ligger 269 meter över havet och antalet invånare är 6 901. Den ligger i sjön Lac Débo.
Terrängen runt Niafunké är mycket platt. Runt Niafunké är det ganska glesbefolkat, med 38 invånare per kvadratkilometer. Det finns inga andra samhällen i närheten. Trakten runt Niafunké är ofruktbar med lite eller ingen växtlighet.